# Referéndum sobre el estatus político de Singapur de 1962

Región de Singapur.

El referéndum sobre el estatus político de Singapur de 1962 fue realizado el 1 de septiembre de 1962 y se celebró en la entonces colonia de Singapur para decidir si la región se independizaba o se unía formalmente a la Federación Malaya en caso de que se escogía el último también se consideraría que tipo de condiciones de integración utilizaría Singapur en la formación de Malasia, todo para aprobar la Resolución 1514 de la Asamblea General de las Naciones Unidas, bajo el título de Declaración sobre la concesión de la independencia a los países y pueblos coloniales, Los países coloniales y los pueblos, proporcionando un vínculo jurídico inevitable entre la libre determinación y su objetivo de descolonización, y un nuevo derecho jurídico internacional fundado en la libre determinación de la libre determinación económica. En el artículo 5 se establece lo siguiente: 

“En los territorios en fideicomiso y no autónomos o en todos los demás territorios que aún no han alcanzado la independencia se adoptarán medidas inmediatas para transferir todos los poderes a los pueblos de esos territorios sin condiciones ni reservas, De conformidad con su voluntad y deseo libremente expresados, el 15 de diciembre de 1960 la Asamblea General de las Naciones Unidas volvió a adoptar la Resolución 1541 de la Asamblea General de las Naciones Unidas bajo los Principios titulados que deberían guiar a los miembros para determinar si existe o no una obligación de transmitir La información requerida en virtud del Artículo 73e de la Carta de las Naciones Unidas exige que los países que administran esas colonias desarrollen el autogobierno, tengan debidamente en cuenta las aspiraciones políticas de los pueblos y les ayuden en el desarrollo progresivo de sus instituciones políticas libres.”

A los votantes se les ofrecieron tres opciones, pero no tuvieron la opción de oponerse a la integración. La opción A, que preveía el mayor nivel de autonomía, fue elegida por el 96% de los votantes.

## Fondo
El primer desafío interno a la fusión con la Federación de Malasia surgió de una lucha política entre el Partido de Acción Popular (PAP) y sus oponentes, entre ellos el Barisan Sosialis, el Partido Liberal-Socialista, el Partido de los Trabajadores, El Partido Popular Unido y el Partai Rakyat (Partido del Pueblo).
En Singapur, el PAP buscó la formación de una unión con Malasia sobre la base del fuerte mandato que obtuvo durante las elecciones generales de 1959, cuando el PAP ganó 43 de los 51 escaños. Sin embargo, este mandato se hizo cuestionable cuando la disensión dentro del partido llevó a una división. En julio de 1961, tras un debate sobre un voto de confianza en el gobierno, 13 diputados del PAP fueron expulsados del PAP por abstenerse de formar un nuevo partido político, el Barisan Sosialis o el Barisan tienen consecuencias la mayoría del PAP en el Legislativo La asamblea se redujo, ya que ahora sólo comandó 26 de los 51 escaños.
El PAP no estaba legalmente obligado a pedir un referéndum, pero lo hizo para asegurar el mandato del pueblo. Sin embargo, el Barisan Sosialis, un partido socialista de izquierda formado por antiguos miembros del PAP con simpatías comunistas, formó la oposición al colonialismo y movimientos del imperialismo, alegó que el pueblo no apoyaba la fusión, pero Lee Kuan Yew declaró que La gente lo hizo.
El referéndum no tenía la opción de oponerse a la idea de fusión porque nadie había «planteado legítimamente» la cuestión en la Asamblea Legislativa antes de esa fecha. Sin embargo, los métodos habían sido discutibles. Por lo tanto, se pidió al referéndum que resolviera el problema como un esfuerzo para decidir objetivamente qué opción respaldaba el pueblo. La legitimidad del referéndum fue a menudo cuestionada por los izquierdistas de Singapur, debido a la falta de una opción para votar en contra de la fusión.

### Concejo de Acción Común
El Consejo de Acción Común (CJA) fundado por 19 miembros de la Asamblea para bloquear la fusión y barrer el referéndum llevando la cuestión ante el Comité de Colonialismo de la ONU. El 6 de julio de 1962, la CJA firmó un memorándum condenando el referéndum sobre la base de que los cambios constitucionales propuestos y asegurar su derecho continuo a las bases en Singapur, y para proteger su posición económica privilegiada. La CJA también criticó los términos, y la falta de elección en el referéndum. En el memorando, la CJA concluyó que la transferencia de soberanía sería contraria al espíritu y resolución de la Declaración de la Asamblea General de las Naciones Unidas sobre la concesión de la independencia a los países y pueblos coloniales.

## Desarrollo

### Opción A

#### Descripción del estatus

Símbolo de Singapur en caso de escoger la opción A

Símbolo de Singapur en caso de escoger la opción B

Uno de los dos símbolos de Singapur en caso de escoger la opción C

Uno de los dos símbolos de Singapur en caso de escoger la opción C

1: «Singapur mantendría la autonomía en cuestiones educativas y laborales.»
2: «Singapur también mantendría sus políticas lingüísticas con inglés, malayo, chino y tamil como idiomas oficiales.»
 3: «Singapur tendría una representación reducida en el Parlamento de Malasia, habiéndose asignado quince escaños en el Dewan Rakyat en el primer Parlamento posterior a la fusión.»
4: «Todos los ciudadanos de Singapur se convertirían automáticamente en ciudadanos de Malasia.»

### Opción B

#### Descripción del estatus
1: «Singapur entraría en términos no menos favorables que los antiguos Acuerdos del Estrecho de Penang (y Malaca). Esto haría que Singapur estuviera en pie de igualdad con los demás Estados malayos, como se establece en el Acuerdo de la Federación Malaya de 1948, sin más autonomía que los demás Estados malayos.»
2: «El inglés y el malayo serían los idiomas oficiales.»
 3: «Sólo los nacidos en Singapur o descendientes de los nacidos en Singapur se convertirían automáticamente en ciudadanos de Malasia.»
4: «También habría una representación proporcional en el Parlamento desde Singapur.»

### Opción C

#### Descripción del estatus
1: «Singapur entraría en términos no menos favorables que los territorios de Borneo, Borneo del Norte y Sarawak.»
2: «Sólo los nacidos en Singapur o descendientes de los nacidos en Singapur se convertirían automáticamente en ciudadanos de Malasia.»

## Campaña
Al ser fuertemente en contra del referéndum, el Barisan Sosialis pidió un boicot del referéndum, diciendo a los partidarios que presenten votos en blanco en protesta por el referéndum "manipulado". Más de 144.000 votos en blanco fueron emitidos, más de un cuarto de todos los votos. Este movimiento había sido anticipado por el gobierno del PAP actual, como se ve por la inserción de una cláusula que declaró que todo el blanco sería contado como un voto para la opción que gana la mayoría de los votos si no había una mayoría absoluta o que los votos en blanco se contabilizarían como Opción A.
La campaña de los medios de comunicación de campo por ambos lados fue muy caliente, muchos de los líderes de ambos lados difundieron programas de radio en varios idiomas.

## Resultados
| Opción                      | Votos                | Porcentaje |
| --------------------------- | -------------------- | ---------- |
| Opción A                    | 397.626              | 95.82%     |
| Opción B                    | 9.422                | 2,27%      |
| Opción C                    | 7.911                | 1,91%      |
| Votos inválidos             | 2,523                | 0,45%      |
| Total                       | 561.559              | 100,0%     |
| Participación               | Participación        | 90,59%     |
| Votantes registrados        | Votantes registrados | 619.867    |
| Fuentes: Democracia Directa |                      |            |

## Consecuencias
El 9 de julio de 1963 se suscribió el Acuerdo relativo a Malasia entre el Reino Unido y la Federación Malaya, donde el país europeo reconocía la soberanía de Malasia sobre Borneo del Norte, Sarawak y Singapur.
Singapur entró en fusión con la federación el 16 de septiembre de 1963, marcando el nacimiento de la Federación Malaya. Sin embargo problemas internos obligaría al gobierno malayo a expulsar a Singapur el 9 de agosto de 1965.